# Židovský hřbitov v Chlistově
Židovský hřbitov v Chlistově, založený roku 1869, je přístupný po polní cestě pokračující z ulice na severu Chlistova, jež odbočuje doprava ze silnice vedoucí na sever k Srbici. Je chráněn jako kulturní památka České republiky.
Vstup je od západní zdi, v jižním rohu stojí ruiny kamenné márnice. V areálu se dochovalo jen 15 náhrobních kamenů od roku založení do roku 1923. Jeden z bývalých židovských domů v obci, č.p. 38, je rovněž památkově chráněn.

## Související články

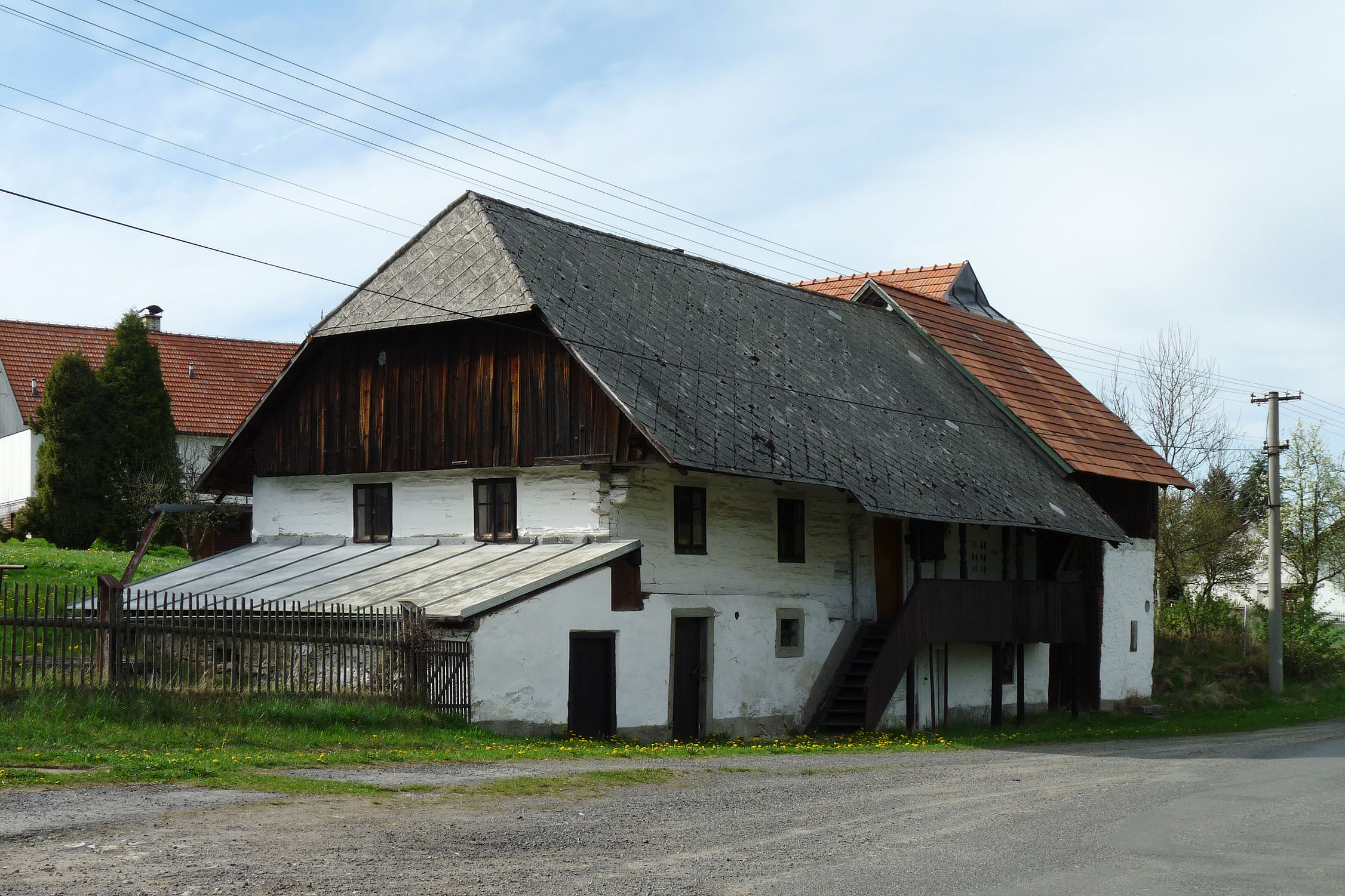
Stavení čp. 38